# Au service de Satan
Cet article concerne le film de Jeff Lieberman. Pour le film  d'horreur de Frank Q. Dobbs, voir Au service de Satan (film, 1972).
Pour plus de détails, voir Fiche technique et Distribution.
Au service de Satan (Satan's Little Helper) est un film américain réalisé par Jeff Lieberman, sorti en 2004.

## Synopsis
Douglas Whooly est un jeune garçon dingue de jeux vidéo. Le jour d'Halloween, il décide d'endosser le costume du héros de son jeu favori, le Satan's Little Helper, dont le but consiste à aider Satan à répandre le Mal sur Terre. Alors qu'il collecte des friandises dans son quartier, il croise sur sa route un homme déguisé en Satan. Ravi de cette rencontre inespérée, le jeune Douglas va lui proposer ses services...

## Fiche technique
- Titre : Au service de Satan
- Titre original : Satan's Little Helper
- Réalisation : Jeff Lieberman
- Scénario : Jeff Lieberman
- Production : Jeff Lieberman, Mickey McDonough, Isen Robbins, Aimee Schoof et Carl Tostevin
- Société de production : Intrinsic Value Films
- Musique : David Horowitz et Erika Lieberman (le thème du jeu vidéo)
- Photographie : Dejan Georgevich
- Montage : Jay Mathews
- Décors : Jack Chandler
- Costumes : Lynn Falconer
- Pays d'origine : États-Unis
- Format : Couleurs - 1,77:1 - Dolby - HDTV
- Genre : Comédie, horreur
- Durée : 96 minutes
- Dates de sortie : 
  -  États-Unis : 6 mai 2004 (Festival du film de TriBeCa) ; 4 octobre 2005 (en DVD)
  -  France : 5 octobre 2006 (en DVD)

## Distribution
- Alexander Brickel (VF : Louis Conet) : Douglas "Dougie" Whooly
- Katheryn Winnick (VF : Delphine Moriau) : Jenna Whooly
- Stephen Graham (VF : Christophe Hespel) : Alex Martin
- Amanda Plummer (VF : Colette Sodoyez) : Merrill Whooly
- Wass Stevens : Dean Whooly
- Dan Ziskie : Vernon Martin
- Melisa McGregor : Nicole
- Joshua Annex : Satan
- Joyce R. Korbin : Mme Sylvia Tishbaum
- Anthony Ardolino : le chasseur
- Mary Kay Adams : Fran
- Christian Robert Varley : He Head
- JoAnna Beckson : She Head
- Larry 'Ratso' Sloman : le maire Flarin
- Lisa Barnes : Mme Flarin

## Autour du film
- Le tournage s'est déroulé du 9 août au 7 septembre 2003 à Hastings-on-Hudson, le Maine, Norwalk, comté de Suffolk, Tarrytown, White Plains et Yonkers.
- Le morceau Man of Peace est interprété par Bob Dylan.
- Erika Lieberman, la fille du cinéaste, fait une petite apparition (non créditée) lors de la fête d'Halloween.
- Déjà en 1980, Roger Spottiswoode réalisait Le Monstre du train, où une fraternité d'étudiants se faisait décimer par un tueur lors d'une soirée costumée[1].